# Linzer Klangwolke

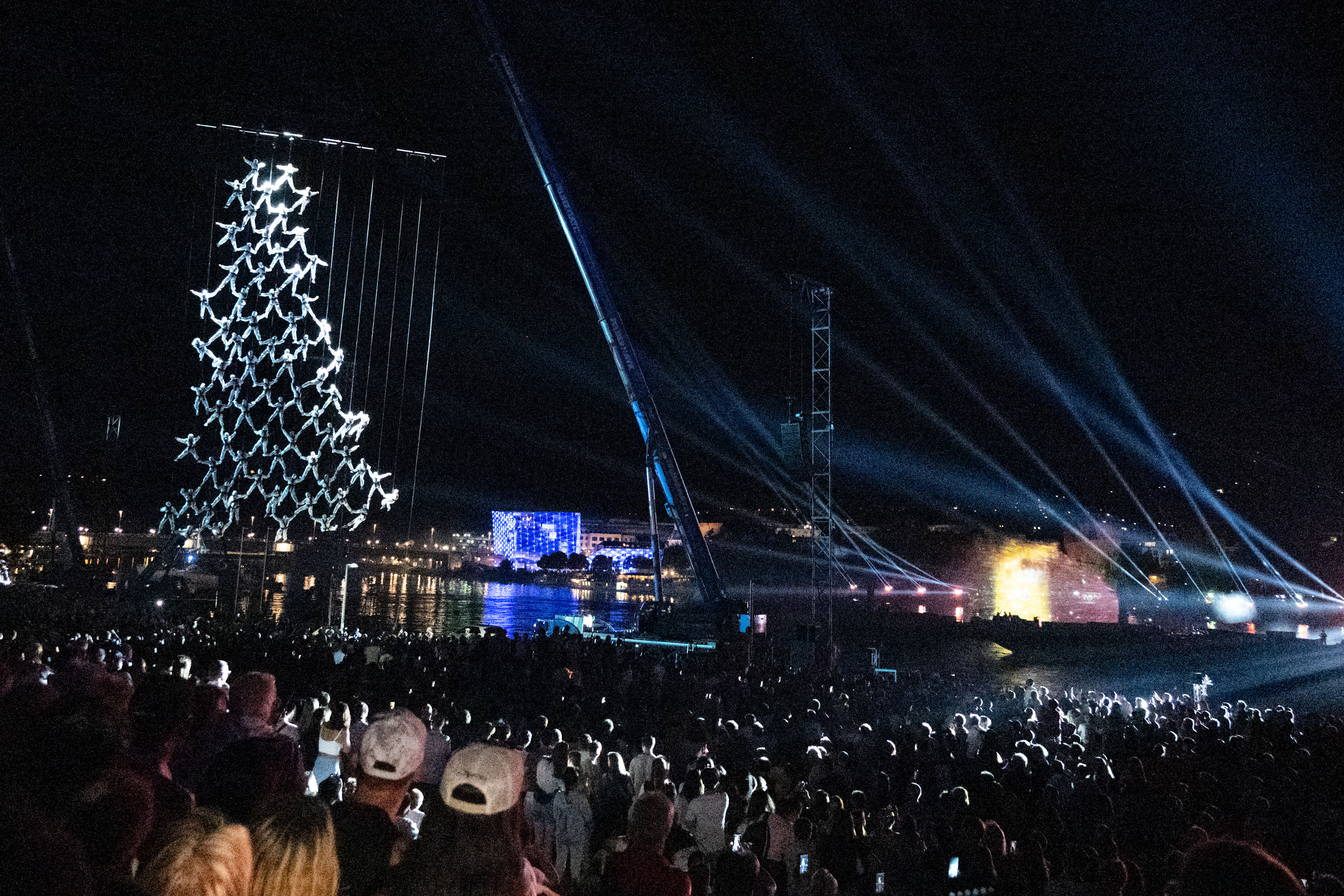
Linzer Klangwolke (2024)

Die Linzer Klangwolke ist ein Open-Air-Musikfestival, das seit 1979 jedes Jahr Anfang September im Donaupark der österreichischen Stadt Linz stattfindet. Dazu werden im Donaupark vor dem Brucknerhaus, zwischen der Nibelungen- und Eisenbahnbrücke, Lautsprecher mit einer Gesamtleistung von 250.000 Watt etwa auf Kränen montiert.
Die drei Klangwolken, veranstaltet von der Linzer Veranstaltungsgesellschaft LIVA, zogen in ihrer Geschichte bisher Millionen Besucher in den Linzer Donaupark und sind längst zu einem Markenzeichen der Region geworden. Seit mehr als vier Jahrzehnten bieten sie Kunstgenuss für alle Menschen.

## Inhalt
Die Klangwolke besteht aus drei Veranstaltungen klassischer und moderner Musik, die teilweise durch Visualisierungen ergänzt sind:
- Den Auftakt bildet die visualisierte Klangwolke im Linzer Donaupark im Dunkel des Abends: Moderne Musik, meist Auftragswerke, wird mit Feuerwerk, Laser, Videoprojektionen, Schiffen, Kränen, Ballons etc. begleitet. Die visualisierte Klangwolke ist mit ca. 100.000 Zusehern und -hörern der größte Publikumsmagnet. Während dieses Format anfänglich die Begleitung von Musik durch visuelle Elemente in den Vordergrund stellte, wurden später theatralische Elemente eingeführt, die in jüngerer Zeit zugunsten der Darbietung eines Feuerwerks in den Hintergrund rückten.
- Die klassische Klangwolke, früher gleichzeitig das Eröffnungskonzert des Brucknerfestes, findet ohne Visualisierung als Konzert im Großen Saal des Brucknerhauses statt.
- Die Kinderklangwolke als Nachmittagsveranstaltung bei Tageslicht im Donaupark erzählt seit 1998 musikalische Geschichten für die jüngeren Zuhörer.

Am 18. September 1979 wurde erstmals mit Anton Bruckners Achter Symphonie eine Klangwolke über Linz gelegt und damit die Ars Electronica, das Festival für Kunst, Technologie und Gesellschaft, eröffnet. Künstlerische Konzeption und Leitung lag bei dem Münchner Komponisten Walter Haupt. Damals kam die Musik noch von einem zuvor produzierten Studioband, während sie seit 1980 live aus dem Brucknerhaus übertragen wird. Im Gegensatz zu später wurde nicht nur der Donaupark beschallt, sondern mehrere Standorte im Stadtgebiet von Linz (Pöstlingberg, Freinberg, Auhof und Hummelhof).
Die Linzer Klangwolken werden vom Brucknerhaus Linz veranstaltet (in der Anfangszeit in Kooperation mit dem ORF Oberösterreich) und sind Teil des Internationalen Brucknerfestes Linz. Der Eintritt zur Visualisierten Klangwolke und zur Kinderklangwolke ist frei.
In Weiterentwicklung des Programms wurde das Silvester-Feuerwerk 2008 zur Eröffnung des Kulturhauptstadt-Jahres Linz09 mit der eigens komponierten Raketensinfonie inszeniert.
2013–2015 war die voestalpine der Hauptsponsor und sie trugen daher den Namen voestalpine Klangwolken. 2016 unterschrieb die Sparkasse OÖ einen Sponsoringvertrag über 3 Jahre mit Option auf Verlängerung. Sie bleibt zusammen mit der LINZ AG auch bis 2023 Hauptsponsor der drei Klangwolken.

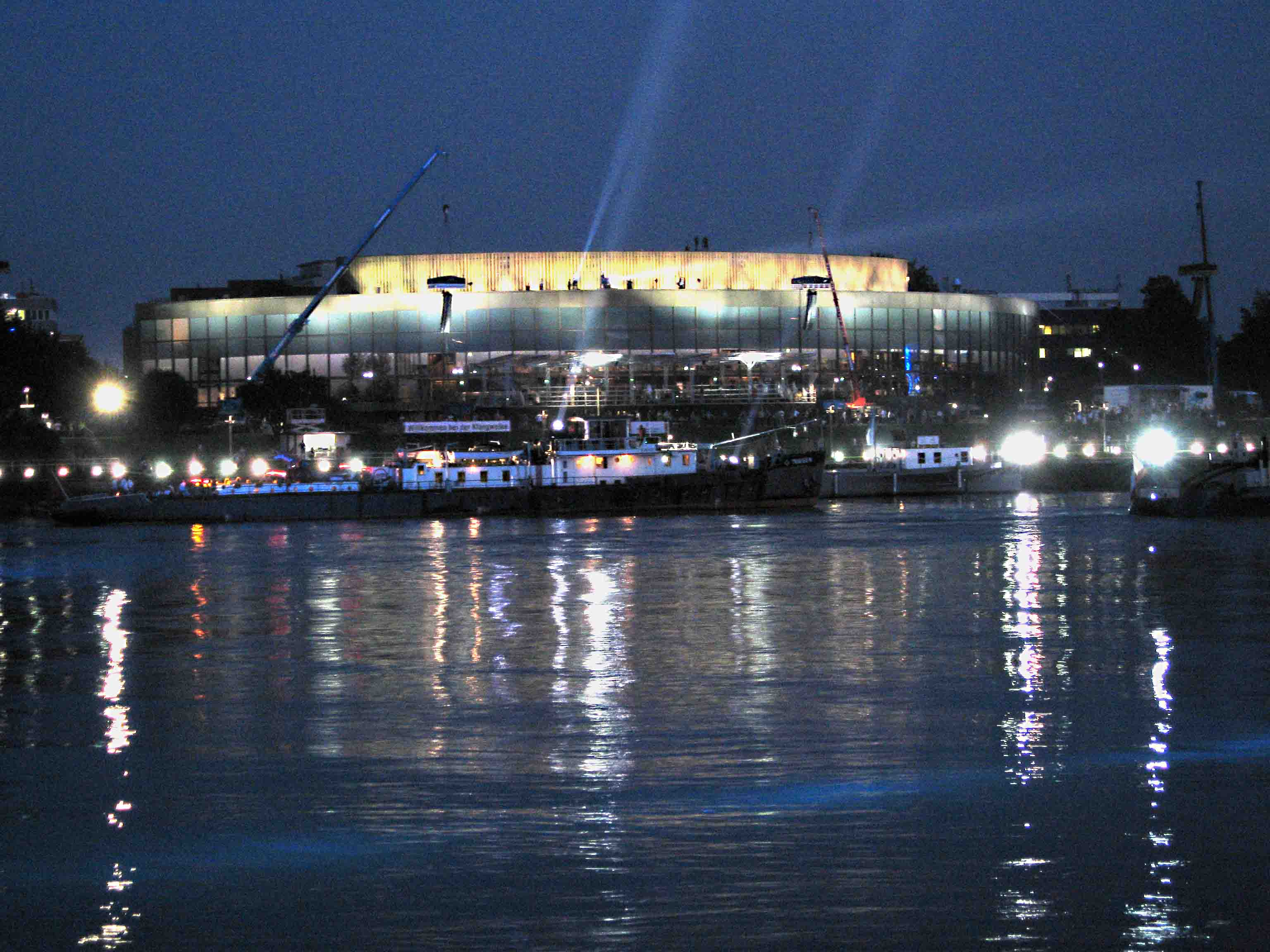
Brucknerhaus

## Bisherige Klangwolken

### 1979 – 2000
In den Jahren vor 2001 wurden unter anderem folgende Werke aufgeführt:
- Klassische Klangwolke
  - Anton Bruckner – Symphonien Nr. 3, 5 und 6 (je einmal), 4 und 7 (je 3-mal), 8 (4-mal)
  - Gustav Mahler – Symphonie Nr. 5
  - Igor Strawinski – Le Sacre du Printemps
  - Carl Orff – Carmina Burana
  - Ottorino Respighi – I pini di Roma

- Visualisierte Klangwolke
  - Walter Haupt – The Best of Pink Floyd mit Laser Show (1985)
  - Walter Haupt – Eine Vision aus Feuer, Wasser, Licht und Laser (1988)
  - Walter Haupt – Klangwolkensymphonie (Kepler-Klangwolke) (1990)
  - Walter Haupt – Klangwolken-Symphonie für 5 große Orchestergruppen und solistisches Schlagzeugensemble
  - Joe Zawinul – Stories of the Danube (1993)
  - Otto M. Zykan – Odyssee (1994)
  - Roland Baumgartner – Missa Pacis (1995)
  - Roland Baumgartner – Symphonia Globalis (1996)
  - Friedrich Gulda – Mozartiana (1997)
  - Klaus Obermaier & Robert Spour – jobOpera (1998)
  - Peter Wolf – Progression (1999)
  - Klaus Obermaier & Robert Spour – actOpera (2000)

### 2001
- Visualisierte Linzer Klangwolke „Von der Harmonie der Welt - Harmonices Mundi“ von Christian Muthspiel und Hans Hoffer, angesetzt für den 1. September 2001, musste „am Vortag wegen irreparabler Schäden an der Projektionswand abgesagt werden“ und wird 2002 nachgeholt.[5]
- Telekom Austria Kinderklangwolke „Der Regenbogendrache“ Idee/Text: Christa Koinig
- Klassische Linzer Klangwolke Anton Bruckner: Symphonie Nr. 4 („Romantische“)

### 2002
- Visualisierte Linzer Klangwolke „Von der Harmonie der Welt - Harmonices Mundi“ von Christian Muthspiel und Hans Hoffer wird von 2001 nachgeholt. Angelehnt an Johannes Kepler,  der 1618 die ersten 5 Planeten entdeckte. Musik mit „5 Stimmen as weit entfernten Kulturkreisen.“[6] 90.000 Besucher.
- Telekom Austria Kinderklangwolke „Fata Morgana - Traumklänge auf Lapislazuli“ von Christian Brandauer
- Klassische Linzer Klangwolke Philip Glass: Symphonie Nr. 6 („Plutonian Ode“, Allen Ginsberg)

### 2003
- Visualisierte Linzer Klangwolke „Europa - eine symphonische Vision“ von Christian Kolonovits
- Telekom Austria Kinderklangwolke „Das Schloss der Kobolde“ (The sound of eternity). Idee/Text: Christa Koinig. Musik/Liedtexte: Robert Höfler
- Klassische Linzer Klangwolke Dmitri Schostakowitsch: Symphonie Nr. 5 d-Moll, op. 47

### 2004
- Visualisierte Linzer Klangwolke „sense-ation“, Eine Symphonie von Peter Wolf. Geschichte, Lyrics, Konzept: Michelle Wolf. Mit: Michelle Wolf, Johnny Sutherland, Jeff Beal, Vinnie Colaiuta, Brad Warnaar, Angelina Wolf, Karl Merkatz
- Telekom Austria Kinderklangwolke „Die begeisterten Trommeln“, ein musikalisches Märchen von Timna Brauer
- Klassische Linzer Klangwolke Gustav Mahler: Symphonie Nr. 8 Es-Dur „Sinfonie der Tausend“

### 2005

Klassische Klangwolke 2005

- Visualisierte Linzer Klangwolke „Teilung am Fluss“ vom Künstlernetzwerk lawine torrèn. Erzählt die fiktive Geschichte eines nach 1955 geteilt gebliebenen Österreichs. Konzept, Regie: Hubert Lepka, Musik: Peter Valentin, Text: Birgit Müller-Wieland, Video: Stefan Aglassinger, Lichtdesign: Frank Lischka
- Kinderklangwolke „Ätsch! - ein fröhliches Maskenspiel“, Idee und Drehbuch: Christa Koinig, Musik: Norbert Suchy, Mimografie und Regie: Christian Suchy
- Klassische Linzer Klangwolke: Arvo Pärt: „Fratres“ und Anton Bruckner: Symphonie Nr. 9 d-Moll (1. Fassung). Bruckner Orchester Linz, Dirigent: Dennis Russell Davies

### 2006
- Visualisierte Linzer Klangwolke „Ente gut, Alles gut“ Frei nach „Lachen verboten“ von Herman van Veen; Geschichte/Erzählung: Tom Schenk, Herman van Veen; Liedtexte: Eva Schuurman, Herman van Veen; Musik: Erik van der Wurff, Edith Leerkes, Herman van Veen, Richard Strauss, Antonio Vivaldi, Anton Bruckner, Jean Baptiste Lully, Catharine Lara, Ludwig van Beethoven
- Kinderklangwolke „Park ma's an“, Konzept: Theater des Kindes, Musik: Peter Androsch und Magistratskapelle Linz, Darsteller: Theater Irrwisch
- Klassische Linzer Klangwolke: Igor Strawinsky: „Petruschka“ – Burleske Szenen in vier Bildern (1. Fassung), und „Le Sacre du Printemps“ – Bilder aus dem heidnischen Russland, Inszenierung und Visualisierung von „Le Sacre du Printemps“: Klaus Obermaier und Ars Electronica Futurelab

### 2007
- Visualisierte Linzer Klangwolke „Six Tales of Time“; Idee: Markus Beyr & Folke Tegetthoff; Konzept, Buch u. Sprache: Folke Tegetthoff; Musik: Thomas Zbornik & Timo Spekkens; Visuelle Medien: Klaus Krobath
- Kinderklangwolke „Rabenmutter und Kuckuckskind“, Konzept, Idee und Text: Christa Koinig Musik: Konstantin Wecker
- Klassische Linzer Klangwolke: Anton Bruckner: Symphonie Nr. 2 c-Moll WAB 102 (1. Fassung 1872) dirigiert von Riccardo Chailly

### 2008
- Visualisierte Linzer Klangwolke „HERZFLUSS“; Konzept, Visualisierung, Regie: Werner Pfeffer; Komposition: Johannes Berauer; Musikproduktion: Andreas Fabianek; Text: Sonja Holm; Komposition und Gesang: Philipp Sageder
- Kinderklangwolke „Florinda und Pankratius oder die Musik der Sterne“, Autor: Franz Schwabeneder; Bühnenbild, Kostüme, Regie: Renate Schuler; Musik: Wolfgang Fadi Dorninger
- Klassische Linzer Klangwolke: Hans Rott: Symphonie Nr. 1 E-Dur; Bruckner Orchester Linz, Dirigent: Dennis Russell Davies

### 2009
- Visualisierte Linzer Klangwolke „FLUT“; Konzept, Regie: Airan Berg; Komposition: Dick van der Harst; Creature Design, Bewegungsregie: Roger Titley; Text, Regie, Visuals: Martina Winkel; Mitwirkende: Andrea Eckert, Wolfram Berger und Simone Vierlinger
- Kinderklangwolke „Die Kinder im Spiegel“, Komposition: Konstantin Wecker; Drehbuch, Regie und Gesang: Christa Koinig;
- Klassische Linzer Klangwolke: Joseph Haydn: Die Schöpfung; Bruckner Orchester Linz, Dirigent: Dennis Russell Davies

### 2010
- Visualisierte Linzer Klangwolke „BABY JET“ vom Künstlernetzwerk lawine torrèn. Idee und Regie: Hubert Lepka, Musik: Peter Valentin, Text: Joey Wimplinger, Lichtdesign: Frank Lischka, Video: Stefan Aglassinger
- Kinderklangwolke „Stadt der Stimmen - die swingende Talenteshow“, Idee, Konzept, Projektleitung: Jörg-D. Hanzhanz; Musik: Thomas Mandel; Texte: Ernst Aigner, Günther Lainer
- Klassische Linzer Klangwolke: Anton Bruckner: Symphonie Nr. 7 E-Dur; Bruckner Orchester Linz, Dirigent: Dennis Russell Davies

### 2011
- Visualisierte Linzer Klangwolke – „Feuerwelt 2011 - Eine Science-Fiction“; Konzept und Regie: Beda Percht; Musik: Thierry Zaboitzeff; Pyrotechnik: Christian Czech
- Kinderklangwolke – „Der Supermarkt der Gefühle - Neueröffnung im Donaupark“; Idee und Konzept: Jörg-D. Hanzhanz; Musik: David Wagner; Texte: Bernd Schützeneder
- Klassische Linzer Klangwolke – Filarmonica della Scala – Antonín Dvořák 9. Sinfonie – Aus der Neuen Welt und Ouvertüre aus Leonard Bernsteins Candide; Bruckner Orchester Linz; Dirigent: Daniel Harding

### 2012
- Visualisierte Linzer Klangwolke „DIE WOLKE IM NETZ“; Konzept und Regie: Gerfried Stocker, Gerhard Kürner, Wolfgang Winkler, Kurt Rammerstorfer und Horst Hörtner
- Kinderklangwolke „1 2 3 4 JUMP!“; Idee, Konzept und Projektleitung: Jörg-D. Hanzhanz; Musik: Komposition, Arrangements: Florian Wöss, Wiff Enzenhofer, Marco Palewicz; Texte: Jörg-D. Hanzhanz, Barbara Hell, Julia Frisch
- Klassische Linzer Klangwolke: Gustav Mahler 3. Sinfonie; Bruckner Orchester Linz; Dirigent: Dennis Russell Davies

### 2013
- Visualisierte Linzer Klangwolke – „Bruckner lebt“; Idee, Konzept, Drehbuch: Oliver Spiecker
- Kinderklangwolke – „Clässic Cool - die interaktive Musikstunde mit Anton B.“; Idee, Konzept und Projektleitung: Jörg-D. Hanzhanz; Komposition, Konzept: Thomas Mandel; Regie: Heidelinde Leutgöb; Choreografie, Tanz: Iassen Stoyanov
- Klassische Linzer Klangwolke – Anton Bruckner Ouvertüre g-Moll WAB 98, Sergej Rachmaninow Konzert für Klavier und Orchester Nr. 2 c-Moll op. 18, Igor Strawinsky Le sacre du printemps; St. Petersburger Philharmoniker, Klavier: Nikolai Lugansky; Dirigent: Yuri Temirkanov

### 2014
- Visualisierte Linzer Klangwolke – „Die Donau lebt“; Idee, Inszenierung, Regie: Tom Roeder; Arrangements und musikalische Leitung: Michael Kaden; Text: Markus Honerla, Maria Krusche
- Kinderklangwolke – „Herr Kuddels Traumzirkus“; Inszenierung: Norbert Trawöger und Jörg-D. Hanzhanz; Projektleiter: Jörg-D. Hanzhanz; Regisseurin: Heidelinde Leutgöb
- Klassische Linzer Klangwolke – Anton Bruckner: Symphonie Nr. 1 c-Moll 2. Fassung; Bruckner Orchester Linz; Dirigent: Dennis Russell Davies

### 2015
- Visualisierte Klangwolke (5.9.) – Hochwald – Tanz der Bäume. Hauptsponsor zum letzten Mal voestalpine.

### 2016
- Visualisierte Klangwolke (10.9.) – Fluss des Wissens. Regie: Salvatore Vanasco. In Kooperation mit der Johannes Kepler Universität, die ihr 50-jähriges Jubiläum feierte. 7 Minuten fliegen 100 Drohnen als LED-Lichtquellen in 30 m Höhe. Feuerwerk teilweise von Drohnen aus gestartet. 8er-Ruderbootrennen, Reckturner. Vorbeifahrt von BMW-Pkw. Flyboard-Männer mit beleuchtetem Rückstoß-Wasserstrahl. Gaudeamus igitur. Hauptsponsor ab nun Allgemeine Sparkasse OÖ. Rund 100.000 Besucher.[7][8][9]
- Kinderklangwolke (16.9.) – Schöne bunte Welt
- Klassische Klangwolke (17.9.)

### 2017
- Visualisierte Klangwolke (9.9.) – Moby Dick. Inszeniert von Linzer Künstlergruppe Helix. Rund 90.000 Besucher.[10]
- Kinderklangwolke (17.9.) – Die Rückkehr der verrückten 7 – Alles Disco!

### 2018
- Visualisierte Klangwolke (8.9.) – PAX tradition=revolution. Mit PAX hat das legendäre, international gefeierte katalanische Theaterkollektiv La Fura dels Baus gemeinsam mit Guest Artist Mihael Milunovic eine faszinierende Show zwischen Installation und interaktiver Performance geschaffen, bei der das Publikum von großflächigen Inszenierungen und Projektionen umgeben wurde, die sich zu Wasser, an Land und in der Luft bewegten. PAX steht für die immerwährende Suche nach Neuem, nach technischer Entwicklung und menschlicher Zivilisation, also in Opposition zu Stagnation und Rückschritt. PAX bedeutet, die Geschichte der Menschheit als Geschichte des Fortschritts zu begreifen, in der die Revolution Tradition hat. Unter dem Namen Kalliópê wurde die Visualisierte Klangwolke in diesem Jahr erstmals von einer App unterstützt und geführt![11] Lt. Berichten besuchten über 110.000 Menschen die Veranstaltung.

- Kinderklangwolke (9.9.) – 20 Jahre Kinderklangwolke[12][13]
- Klassische Klangwolke (22.9.) – Dirk Kaftan und das Beethoven Orchester Bonn präsentierten, neben kürzeren Werken Bruckners, zwei Werke mit Bezug zur Heimat des Klangkörpers: die heiter-idyllische 4. Sinfonie des in Bonn geborenen Beethoven und Schumanns vor Lebensfreude sprühende „Rheinische“ Sinfonie.[14]

### 2019
- Visualisierte Klangwolke (7.9.) – Sparkasse OÖ Jubiläumsklangwolke '19 präsentiert von der LINZ AG: Unter dem Titel „SOLAR“ stand bei der Jubiläumsklangwolke 2019 die Beziehung der Sonne zum Menschen im Vordergrund. Regie führte David Pountney, für die Inszenierung war Robert Innes Hopkins zuständig. Das Videodesign übernahm David Haneke.[15] Elemente: Sonne auf kreisförmiger Projektionswand mit 20 m Durchmesser, Flug des Ikarus mit Absturz, Riesenrad mit dem Vitruvianischen Menschen, Feuerwerk. Sonnenblumen wurden zum Abschluss im Publikum verteilt. Die Veranstaltung versteht sich als Anspielung auf Klimakrise. Laut Veranstalter waren 100.000 Besucher im Donaupark.[16]
- Kinderklangwolke (8.9.) – Sparkasse OÖ Kinderklangwolke '19 präsentiert von der LINZ AG: Der kleine Prinz in Linz[17]
- Klassische Klangwolke (28.9.) – Sparkasse OÖ Klassische Klangwolke '19 präsentiert von der LINZ AG:  Das Bruckner Orchester Linz und Markus Poschner spielten Anton Bruckners 3. und 9. Symphonie.[18]

### 2020
- Visualisierte Klangwolke (12.9.) – Linzer Klangwolke 20: Sounding Linz[19][20]
- Kinderklangwolke (13.9.) – Kinderklangwolke 20: Doppelklick zum Glück - Aufgrund der Covid19-Pandemie fand die Kinderklangwolke 20 erstmals als Hybrid, der sowohl live als auch digital erlebbar wurde, an zwei Standorten mit begrenzter Besucheranzahl statt.[21]
- Klassische Klangwolke (19.9.) – Klassische Klangwolke 20: Das Deutsche Radio Philharmonie Saarbrücken Kaiserslautern unter Pietari Inkinen spielt Johannes Brahms Symphonie Nr. 4 und Anton Bruckners Symphonie Nr. 7.[22]

### 2021
- Visualisierte Klangwolke (11.9.) – Linzer Klangwolke 21: Panta Rhei, Inszenierung Robert Dornhelm, Musik Roman Kariolou[23][24][25]
- Kinderklangwolke (12.9.) – Kinderklangwolke 21: Die Flut aus Mut[26]
- Klassische Klangwolke (18.9.) – Klassische Klangwolke 21: Die Linzer Bruckner-Schülerin Mathilde Kralik von Meyrswalden – es spielte das rein weiblich besetzte FSOA - Female Symphony Orchestra Austria unter der Leitung von Silvia Spinnato mit Geigerin Francesca Dego, Organistin Magdalena Hasibeder und Sopranistin Jacquelyn Wagner.[27]

### 2022
- Visualisierte Klangwolke (10.9.) – Linzer Klangwolke 22: Mother Gilgamesh, Inszenierung Pierre Audi[28].
- Kinderklangwolke (11.9.) – Kinderklangwolke 22: Galerie der Träume[29]
- Klassische Klangwolke (1.10.) – Klassische Klangwolke 22: Es spielt die PKF - Prague Philharmonia unter Dirigent Eugene Tzigane Anton Bruckners Sinfonie Nr. 1 „Wiener Fassung“, Richard Wetz’ Konzert für Violine und Orchester h-moll und Gottfried von Einems Bruckner Dialog für Orchester. Solistin ist die französisch-schweizerische Violinistin Chouchane Siranossian.[30]

### 2023
- Odyssey: A Journey Through Worlds (9.9.) - Intendantin Francesca Zambello[31]